# 于慧 (嘉靖進士)
于慧（1500年—1564年），字子學，號龍庄，牧馬千户所籍山東莱陽縣人。明朝進士、官员。

## 生平
嘉靖四年（1525年）乙酉科順天府鄉試舉人，嘉靖五年（1526年）丙戌科第三甲第101名進士。工部观政，初授河南淇县知县，调任山西阳城县知县，降调滁州卫经历，升宝应县知县，调鸡泽县，升平阳府通判，改大名府，解組歸。嘉靖四十三年卒于家，享年六十五。

## 家族
祖父于全，號肇菴。父于通，號本菴，天顺初年定居京师。